# Université d'État de Bemidji
Pour les articles homonymes, voir BSU.
L'université d'État de Bemidji (en anglais : Bemidji State University ou BSU) est une université américaine située à Bemidji dans le Minnesota.